# Distretto di Bueng Na Rang
Il distretto di Bueng Na Rang (in thailandese: บึงนาราง) è un distretto (amphoe) della Thailandia, situato nella provincia di Phichit.